# Chantal Couvreur
Chantal Couvreur, née à Bruxelles, Belgique, est une sociologue et docteur en Santé Publique, expert international en soins palliatifs.

## Biographie
Elle s'implique d'abord, par son enseignement en écoles d'infirmières, dans l'humanisation des soins. Elle réalise ensuite un travail de pionnière en créant le premier service de soins palliatifs de Belgique en 1985. En 1988, elle publie sa thèse de doctorat en santé publique sur les soins palliatifs. Puis, crée la Fédération belge des soins palliatifs en 1989.
Après avoir été expert en soins palliatifs à la Commission européenne, Chantal Couvreur s'investit dans la prévention du sida pour les femmes en créant un préservatif féminin (préservatif interne). Ce préservatif est breveté en 1998. À la suite, elle dirige la société Mediteam qui tente de commercialiser sans succès ce type de préservatif féminin.
Chantal Couveur est aussi présidente de la Commission Femmes et Santé du Conseil des femmes francophones de Belgique (CFFB). Cette Commission a pour but d'étudier les inégalités de santé dont souffrent les femmes afin de promouvoir des mesures susceptibles d'aider les femmes victimes de ces inégalités.

## Distinctions
- 2025 :  Commandeur de l'ordre de la Couronne[1]